# 翁通爪哇高原
翁通爪哇高原是太平洋的海底高原，位於所羅門群島以北，面積約200萬平方公里，與阿拉斯加相若，厚度達30公里，大部分岩體在1.2億年前形成，9000万年前左右有另一次小得多的火山事件。太平洋西南部与翁通爪哇高原间隔白垩纪海盆的马尼希基高原和希库朗基高原形成年代相近，可能起初都属于同一个大火成岩省。当熔岩喷发结束后，翁通爪哇-马尼希基-希库朗基高原覆盖了1%的地球表面积，代表了8000万km3的玄武岩质岩浆量。
这一“翁通爪哇事件”代表了过去2亿年间规模最大的火山事件，其岩浆喷发速度估计在300万年内每年高达22km3，比德干暗色岩大数倍。:401
翁通爪哇高原的平滑表面被海山点缀，如世界上最大的环礁之一的翁通爪哇环礁。

## 地质环境
翁通爪哇高原占地150万km2，大约相当于阿拉斯加的面积。它达到海平面以下1700m，但平均深度超过2000-3000m。其西北面为莱拉盆地，北面为东马里亚纳盆地，东北面为瑙鲁盆地，东南面为埃利斯盆地。翁通爪哇高原与所罗门岛弧相撞，现在位于不活跃的维蒂亚兹海沟和太平洋-澳洲板块交界上。
高原的地壳厚度至少为25km，但可能更接近36km，其体积超过500万km3。但该事件的最大范围可能还要大得多，因为周围几个盆地的熔岩都与此事件密切相关，可能是与翁通爪哇高原一同形成的岩脉群。

## 构造演化
翁通爪哇高原迅速形成于一个地幔柱的顶部，很可能是当时新形成的路易斯维尔热点，火山活动之后至少持续了3000万年。路易斯维尔海岭现存的海山在距今7000万年前开始形成，具有不同的同位素组成，因此，在这之前一定发生了强度和地幔柱岩浆供应的变化。
翁通爪哇高原的早期短时喷发与全球早阿皮坦期海洋缺氧事件（也称OAE1a或Selli事件，125.0–124.6 Ma）相吻合，该事件导致了124–122 Ma的黑页岩沉积。此外，沉积物中海水的同位素记录与90 Ma的海底喷发有关。
约80%的翁通爪哇高原已经潜没到所罗门群岛之下。只有最上面7km的地壳海保存在澳洲板块上。
这次碰撞使得翁通爪哇高原的一部分被抬升到海拔200-2000m。上新世诞生于汇聚区西端的火山活动产生了新乔治亚群岛（1768m）和布干维尔岛（2743m）。北美拉尼西亚弧和马莱塔增生楔在深层的缩短、隆起和侵蚀，产生了瓜达尔卡纳尔岛（2447m）、马基拉岛（1250m）和马莱塔岛（1251m）。

### 资料
- Mahoney, J. J.; Storey, M.; Duncan, R. A.; Spencer, K. J.; Pringle, M.  (PDF). . Geophys. Monogr. Ser. 77. Washington, D. C.: AGU. 1993: 233–261  [17 December 2016]. Bibcode:1993GMS....77..233M. ISBN 978-0-87590-036-0. doi:10.1029/GM077p0233. |journal=被忽略 (帮助)
- Mann, P.; Taira, A. . Tectonophysics. 2004, 389 (3): 137–190  [18 December 2016]. Bibcode:2004Tectp.389..137M. doi:10.1016/j.tecto.2003.10.024.
- Neal, C. R.; Mahoney, J. J.; Kroenke, L. W.; Duncan, R. A.; Petterson, M. G.  (PDF). Mahoney, J. J.; Coffin, F.  (编). . Geophys. Monogr. Ser. 100. Washington D.C.: AGU. 1997: 183–216  [17 December 2016]. Bibcode:1997GMS...100..183N. ISBN 9781118664346. doi:10.1029/GM100p0183. （原始内容 (PDF)存档于1 January 2017）. |journal=被忽略 (帮助)
- Rizo, H. . Large Igneous Provinces Commission. September 2016  [14 April 2017].
- Tarduno, J. A.; Mayer, H.; Winterer, E. L.; Sliter, W. V.; Kroenke, L.; Mahoney, J. J.; Leckie, M.; Musgrave, R.; Storey, M.  (PDF). Science. 1991, 254 (5030): 399–403  [17 December 2016]. Bibcode:1991Sci...254..399T. PMID 17742226. S2CID 7627426. doi:10.1126/science.254.5030.399.
- Taylor, Brian. . Earth and Planetary Science Letters. 31 January 2006, 241 (3–4): 372–380. Bibcode:2006E&PSL.241..372T. doi:10.1016/j.epsl.2005.11.049.
  - . Large Igneous Provinces Commission. 6 February 2006  [2022-12-24]. （原始内容存档于2023-06-09）.
- Tejada, M. L. G.; Suzuki, K.; Kuroda, J.; Coccioni, R.; Mahoney, J. J.; Ohkouchi, N.; Sakamoto, T.; Tatsumi, Y. . Geology. 2009, 37 (9): 855–858  [17 December 2016]. Bibcode:2009Geo....37..855T. doi:10.1130/G25763A.1.

## 阅读更多
- Fitton, J. G.; Mahoney, J. J.; Wallace, P. J.; Saunders, A. D.  (PDF) 229. 2004: 1  [17 December 2016]. Bibcode:2004GSLSP.229....1F. CiteSeerX 10.1.1.560.1753 . ISBN 978-1-86239-157-4. S2CID 129614562. doi:10.1144/GSL.SP.2004.229.01.01. |journal=被忽略 (帮助); |issue=被忽略 (帮助)(Ocean Drilling Program: Volume 192 Scientific Results （页面存档备份，存于）)、

## 外部連結
- Large Igneous Provinces: Ontong Java Plateau, by Clive Neal, University of Notre Dame

3°03′S 160°23′E / 3.050°S 160.383°E